# 페라이나 터널
페라이나 터널(Vereina Tunnel)은 스위스 동부 그라우뷘덴주의 철도 터널이자 페라이나 철도 노선의 주요 부분이다. 란트콰르트-다보스 플라츠선과 베버-스쿠올-타라스프선을 연결한다.
터널 건설은 1975년에 처음 제안되었고, 1991년에 준공되어 예정보다 빨리 1999년 11월 19일에 공식적으로 완공되었다. 첫 해에만 대략 280,000대의 차량이 터널을 사용한 것으로 기록되었다. 그 이후로 그 사용량은 연간 약 450,000대로 증가했다. 길이가 19,042m인 페라이나 터널은 스위스 래티셰 철도(RhB) 네트워크에서 가장 긴 터널이자, 세계에서 가장 긴 미터궤 철도 터널이다.

## 역사
일찍이 1975년에 스위스 그라우뷘덴주의 행정 위원회는 페라이나 터널의 건설을 요구하는 최초의 백서를 발표했다. 플뤼엘라 고개(다보스와 주시 사이)가 겨울철 폭설과 눈사태에 취약하기 때문에 그라우뷘덴주 동부의 전천후 운송 연결을 개선하려는 바람에 건설이 시작되었다. 완료되면 프레티가우와 하부 엥가딘 사이에 첫 번째 연중 철도 연결이 완성되는 것이다. 이 프로젝트는 1914년 이후 래티셰 철도망에 대한 최초의 확장을 가져왔다. 1985년이 되어서야 해당 주 사람들 사이에서 이 계획에 대한 충분한 지원을 얻어 프로젝트가 승인 프로세스를 진행할 수 있게 되었다.
스위스 의회에서 제안을 승인한 후 1991년에 기공식이 거행되어 공식 건설이 시작되었다. 북쪽에는 TBM(터널 천공 기계)이 사용되었다. 보도에 따르면 진행 속도는 하루에 4~30m로 진행되었으며, 관통되는 암석의 강도가 달랐기 때문에 진행 속도는 천차만별이었다. 남쪽에서는 몇 가지 현대 건축 기술을 적용했지만, 전통적인 방법이 사용되었다. 다른 주목할만한 요소 중에서 페라이나 터널은 스위스 어디에서나 가장 광범위한 영구 분무 콘크리트 사용 중 하나를 사용했다.
건설 일정은 터널이 9년의 작업 기간 내에 완공되어야 한다는 것을 요구했다. 그러나 이 보수적인 계획보다 더 많은 진행률이 달성되어 예정보다 거의 6개월 앞서 공사가 완료되었다. 파단 후 북부 시추 20m의 재프로파일링으로 작업이 일시적으로 중단되는 등 계획되지 않은 복구 작업이 필요했음에도 불구하고 일정을 앞당겨 완공했다. 페라이나 터널의 총 비용은 CHF 6억 7천만에 달하는 것으로 보고되었다.
1999년 11월 19일, 페라이나 터널의 공식 개통을 축하하기 위해 당시 연방 의원이자, 교통 장관인 모리츠 로이엔베르커와 같은 다양한 인사들이 참석한 행사가 열렸다. 3일 후, 첫 정기 열차가 터널을 통과했다. 운영자에 따르면 이 개통이 완료되면 산을 통과하는 여행 시간이 약 18분으로 단축되어, 통근자 교통에 대한 경로의 매력도가 향상되고 엥가딘을 오가는 관광객의 접근이 더 쉬워졌다고 한다. 첫 해에만 약 280,000대의 차량이 새 터널을 사용한 것으로 기록되었다. 2019년까지 RhB는 연간 평균 480,000대 이상의 차량이 페라이나 터널을 통과하고 있다고 보고했다.
서비스는 스쿠올-타라스프와 쿠어 사이의 시간당 지역 열차를 기반으로 하며, 터널과 화물 열차를 통해 연결된 두 계곡 사이의 도로 차량을 운송하는 자동차 셔틀 열차로 30분마다 보완된다. 터널은 중앙과 두 개의 포털 근처에 순환 루프(각 2 km 길이)가 있는 단일 트랙이다. 전철화는 11kV 16.7 Hz AC의 RhB 오버헤드 표준이다. 길이로 인해 페라이나 터널의 공간 효과가 연구 대상이었다. 완공 이후 터널에 대한 여러 가지 안전 관련 규정이 수정되었으며, 이는 주로 안전 요구 사항이 높아진 표준 변경으로 인해 이루어졌다. 2010년대에 취리히 전기 웍스는 지열 에너지를 활용을 위해 북쪽 포털 주변 지역에서 끌어온 물을 주로 사용하는 터널에 인접한 지역난방 네트워크를 구축했다.

### 참고 자료
- Peila, Daniele., Giulia Viggiani and Tarcisio Celestino. Tunnels and Underground Cities. Engineering and Innovation Meet Archaeology, Architecture and Art. CRC Press, 2019. ISBN 0-4297-5502-3.
- Ramoni, Marco. On the Feasibility of TBM Drives in Squeezing Ground and the Risk of Shield Jamming. vdf Hochschulverlag AG, 2010. ISBN 3-7281-3363-9.